# Охлопков Леонід Іванович
Леонід Іванович Охлопков (23 травня 1910, село Карпово Уренської волості Варнавинського повіту Костромської губернії, тепер Уренського району Нижньогородської області, Російська Федерація — 2 січня 1978, місто Мінськ, тепер Білорусь) — радянський військовий політпрацівник, генерал-майор танкових військ (18.02.1958). Депутат Верховної Ради СРСР 4-го скликання. 

## Біографія
Народився в селянській родині. Член ВКП(б) з 1931 року.
У Червоній армії з травня 1932 року. З 28 травня 1932 по жовтень 1934 року — курсант Нижньогородської (Горьковської) бронетанкової школи імені Сталіна.
У жовтні 1934 — вересні 1937 року — в.о. командира, командир (з березня 1935 року) взводу 1-го, потім 3-го танкових батальйонів 133-ї механізованої бригади РСЧА.
У вересні 1937 — січні 1939 року — секретар партійного бюро 1-го танкового батальйону 133-ї механізованої бригади.
У січні 1939 — літо 1940 року — відповідальний секретар партійної комісії 4-ї легкотанкової бригади РСЧА.
З літа 1940 по листопад 1941 року — відповідальний секретар партійної комісії 11-ї танкової дивізії 2-го механізованого корпусу Одеського військового округу.
З 26 листопада по грудень 1941 року — військовий комісар 132-го танкового полку 132-ї танкової бригади.
З грудня 1941 по квітень 1942 року — військовий комісар оперативного відділу штабу Південного фронту.
З квітня 1942 року — військовий комісар 22-ї танкової бригади. У вересні 1942 року поранений, перебував на лікуванні у військовому госпіталі № 2386 у Москві.
У жовтні 1942 — квітні 1944 року — начальник політичного відділу Костеревського танкового військового табору.
24 квітня 1944 — 11 серпня 1945 року — начальник політичного відділу 5-го гвардійського механізованого корпусу.
11 серпня 1945 — грудень 1947 року — начальник політичного відділу 5-ї гвардійської механізованої дивізії.
З 26 грудня 1947 по грудень 1948 року — слухач Курсів перепідготовки політичного складу при Військово-політичній академії імені Леніна.
30 грудня 1948 — квітень 1950 року — заступник начальника політичного відділу 5-ї гвардійської механізованої армії Білоруського військового округу. У 1950 році здобув атестат за середню школу.
17 квітня 1950 — 19 травня 1954 року — начальник політичного відділу 3-ї гвардійської механізованої армії Групи радянських військ у Німеччині.
З 19 травня 1954 по січень 1957 року — слухач Вищої військової академії імені Ворошилова в Москві.
21 січня 1957 — 5 травня 1961 року — член Військової ради 5-ї гвардійської механізованої (з вересня 1957 року — танкової) армії Білоруського військового округу.
5 травня 1961 — 3 грудня 1963 року — 1-й заступник начальника Політичного управління Білоруського військового округу.
3 грудня 1963 року зарахований у розпорядження Політичного управління Білоруського військового округу. 6 січня 1964 року звільнений у запас за ст. 59б із правом носіння військової форми.
Помер 2 січня 1978 року. Похований на Східному цвинтарі міста Мінська.

## Звання
- лейтенант (13.01.1936)
- старший лейтенант (23.06.1938)
- старший політрук (19.02.1940)
- батальйонний комісар (26.10.1941)
- старший батальйонний комісар (1942)
- полковий комісар
- полковник (5.12.1942)
- генерал-майор танкових військ (18.02.1958)

## Нагороди
- два ордени Червоного Прапора (6.03.1942, 20.04.1953)
- орден Вітчизняної війни І ст. (16.06.1945)
- орден Вітчизняної війни ІІ ст. (15.12.1943)
- орден Червоної Зірки (6.11.1947)
- медаль «За бойові заслуги» (3.11.1944)
- медаль «За перемогу над Німеччиною у Великій Вітчизняній війні 1941—1945 рр.» (1945)
- медалі